# Khedafi Djelkhir
Khedafi Djelkhir (født 25. oktober 1983 i Besançon) er en fransk amatørbokser, som konkurrerer i vægtklassen fjervægt. Djelkhirs største internationale resultater er en sølvmedalje fra Sommer-OL 2008 i Beijing, Kina, og en sølvmedalje fra EM i 2004 i Pula, Kroatien. Han repræsenterede Frankrig under Sommer-OL 2008 hvor han vandt en sølvmedalje efter Wassyl Lomatschenko fra Ukraine.